# Bayadera fasciata
Bayadera fasciata е вид водно конче от семейство Euphaeidae.

## Разпространение
Видът е разпространен в Китай (Съчуан).